# 笹子隧道
笹子隧道（ささごずいどう）では、山梨県大月市と同県甲州市の間にある、山梨県道と国道20号の2つのトンネルについて解説する。国道のトンネルの正式名称は新笹子隧道（しんささごずいどう）である。

## 山梨県道212号日影笹子線 笹子隧道
笹子隧道（ささごずいどう）は、山梨県大月市と甲州市の間にある山梨県道212号日影笹子線のトンネル。

### 概要（笹子隧道）
1885年（明治18年）の国道指定（いわゆる明治国道）では、江戸時代以来の甲州街道がそのまま国道16号に指定された。その後、1920年（大正9年）施行の道路法（旧道路法）では国道8号に指定された。しかし1929年（昭和4年）に国道8号のルートが変更され、未整備の笹子峠越えの区間が国道から外されて、河口村（現・富士河口湖町）を経由して御坂峠を越える路線（現在の国道139号・137号）となった。
笹子隧道は1936年（昭和11年）に着工し、1938年（昭和13年）に開通した、全長 239メートル、幅3.0メートル、高さ3.3メートル。笹子峠（標高 1,096メートル）の直下を貫いており、両坑口の付近に峠へ通じる登山道の入口がある。鉄筋コンクリート造で建設費として28万6,700円（現在の金額換算で約4億4,000万円）が費やされた。
しかし、トンネルへ通じる道はヘアピンカーブの続く狭隘な未舗装路であり、戦後の1952年（昭和27年）に笹子隧道経由の道が国道20号に指定されたものの、甲府盆地で果実や野菜などの生産量が回復したのちも首都圏への主要な流通経路とはならず、1971年（昭和46年）に新笹子隧道が無料開放されると国道から県道へ移管された。
1997年（平成9年）12月12日、「県内交通の近代化の様子を示す施設」として登録有形文化財に登録された。坑門上部の持送状装飾に加えて、大月市側の坑門両脇に2本並びの柱形装飾が施されるなど、特徴的な意匠を持つ。
平成22年度道路交通センサスによれば、24時間交通量は291台。なお、県道のトンネル付近は冬季になると数ヶ月に渡って閉鎖される。

### 沿革（笹子隧道）
- 1936年（昭和11年）6月1日 - 起工[3]
- 1937年（昭和12年）8月5日 - 竣工[3]
- 1938年（昭和13年）- 開通。
- 1952年（昭和27年）- 一級国道20号に指定。
- 1971年（昭和46年）4月24日 - 笹子トンネル有料道路の無料開放に伴い、国道指定を解除され山梨県道212号日影笹子線に移管される。
- 1998年（平成10年）1月8日 - 文化庁の登録有形文化財（第19-0022号）に登録[9][10]。

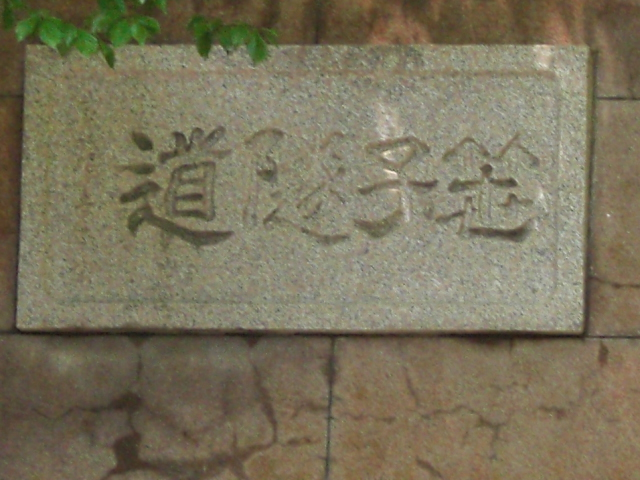
大月市側坑口の扁額
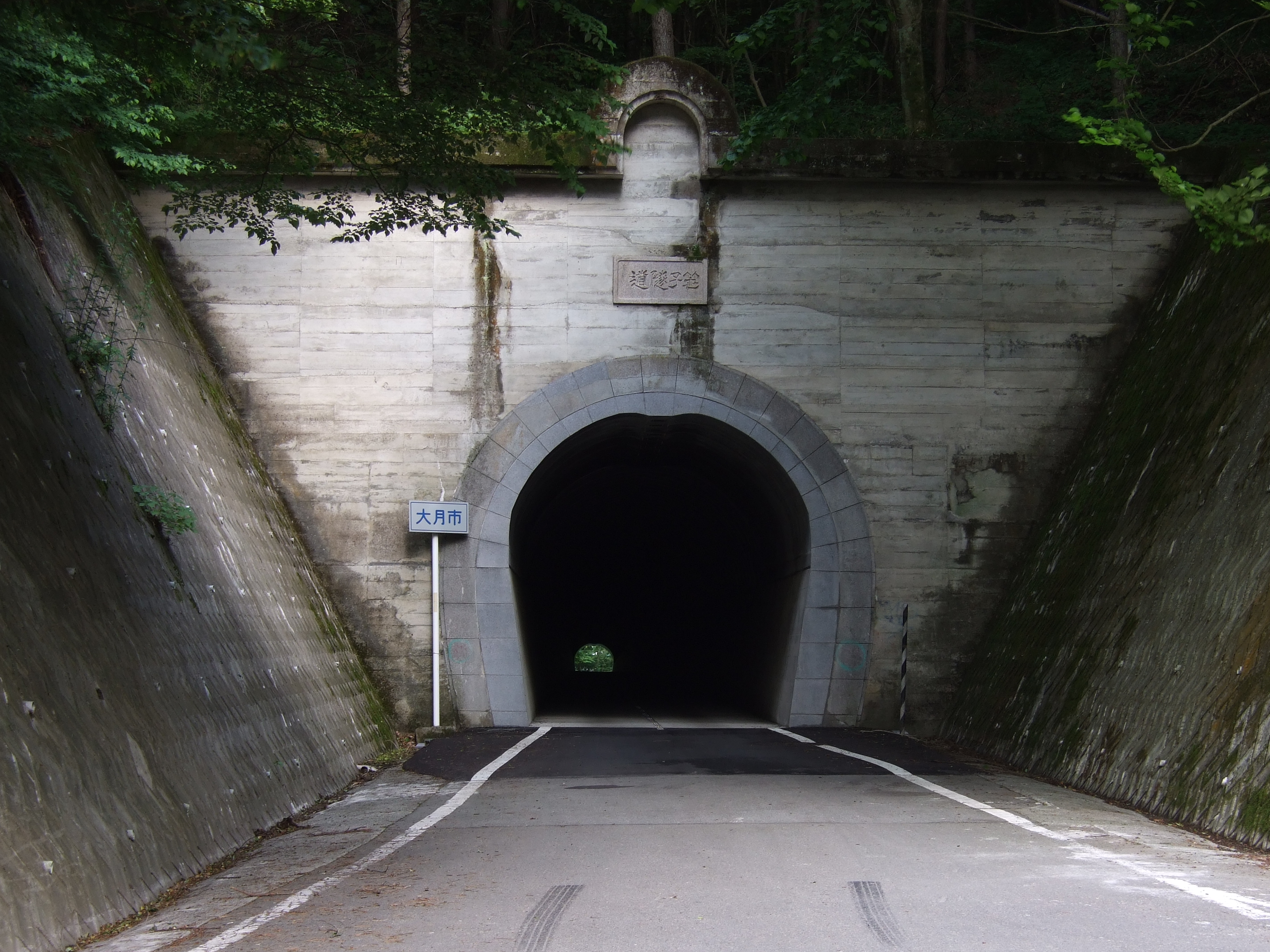
甲州市側坑口
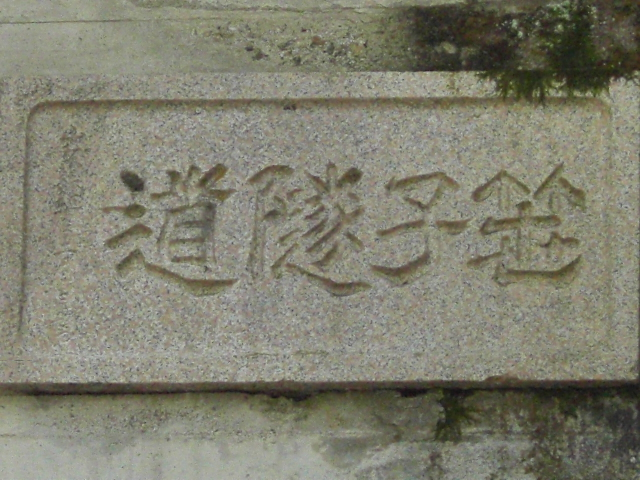
甲州市側の扁額

## 国道20号 新笹子隧道
新笹子隧道（しんささごずいどう）は山梨県大月市と甲州市の間にある国道20号のトンネル。
全長2,953メートル、片側1車線。完成当時、道路トンネルとしては日本第2位であった。平成22年度道路交通センサスによれば24時間交通量は上下線合わせて9,433台。

### 概要（新笹子隧道）
戦後の1952年（昭和27年）制定の新道路法で再び笹子峠越えの区間が一級国道20号に指定され、難所のトンネル貫通が求められていた。戦後山梨県初の県人知事として1951年（昭和26年）に当選した天野久は、「富める山梨」を掲げ総合開発計画を実施し、野呂川総合開発と並ぶ事業として笹子峠に新しいトンネルの開鑿を計画した。当初は県債財源の有料トンネル案で、1953年（昭和28年）には標高700メートル付近で現地調査が開始された。
県財政の悪化より事業は危ぶまれるが、天野知事の運動もあって翌1954年（昭和29年）には建設省（現・国土交通省）の国営直轄事業に編入され、日本道路公団の設立に伴い1956年（昭和31年）に公団へと事業移管された。国道20号改築工事として、同年12月11日に工事を開始した。総工費は12億8500万円。事業には37戸の移転と工事中に7人の犠牲者が発生したものの、1957年（昭和32年）12月に完成し、1958年（昭和33年）11月23日に工事が完了。同年12月8日に日本道路公団が管理する一般有料道路｢笹子トンネル｣として供用を開始した。
当初、初年度の通行量として450台/日を見込んでいたが、実際には540台/日を数え、3年後の昭和36年度には1,365台/日、昭和43年度には7,806台/日へと急増。料金収入も増加し、償還予定期間の20年間を待たず、1971年（昭和46年）4月24日に償還完了により無料開放された。
従来、果物や野菜などを東京の市場へ出荷する際には中央本線による貨物輸送が主であったが、トンネルの開通や国道20号の舗装整備によりほとんどがこのルートのトラック輸送に転換された。従来も一部で利用されていたトラック輸送では御坂峠を経由するルートが使われていたが、トンネル開通によって距離にして約30キロメートル、時間にして1時間40分が短縮されたという。時間の大幅な短縮と、青果の荷傷みの減少による販売価格の改善などもあって、首都圏への果実や野菜・花卉の出荷量が増加し、果樹栽培面積も急増した。また、八ヶ岳周辺で生産される生乳が首都圏で販売される牛乳の流通に組み込まれるなど、畜産物の首都圏への出荷量も増加。観光産業の振興にも繋がるなどトンネル開通はこの地域に多大な経済効果を及ぼした。
2014年度（平成26年度）、築55年を超えた新笹子隧道の老朽化対策のため、国土交通省は新笹子トンネル改修を事業化した。交通量が多く改修中の交通安全などを考慮するため、既存トンネルの西側に並行して新たなトンネルの掘削を計画中である。

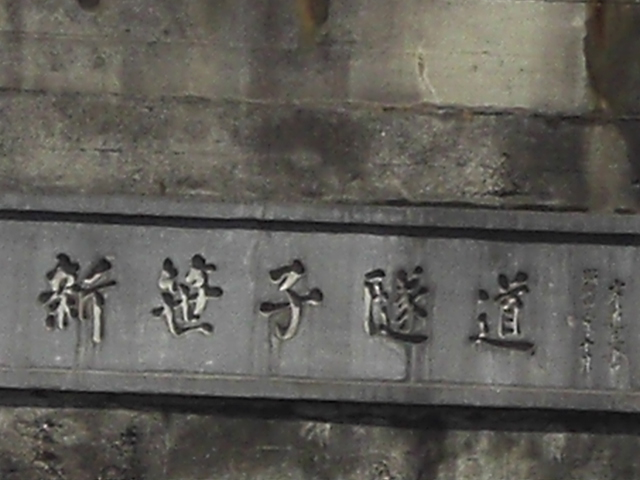
新笹子隧道の大月市側坑口の扁額
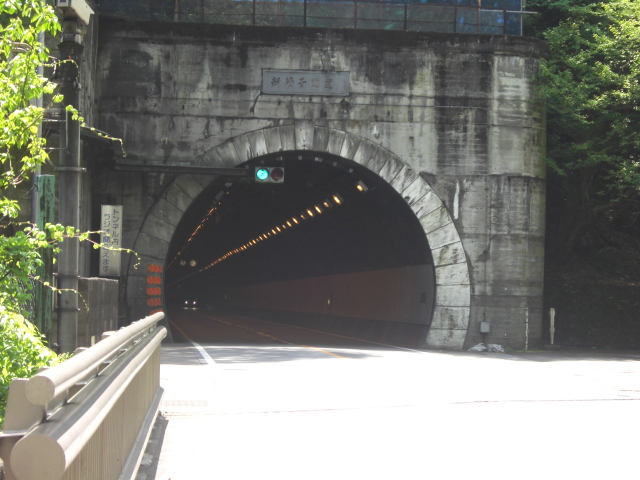
新笹子隧道の甲州市側坑口
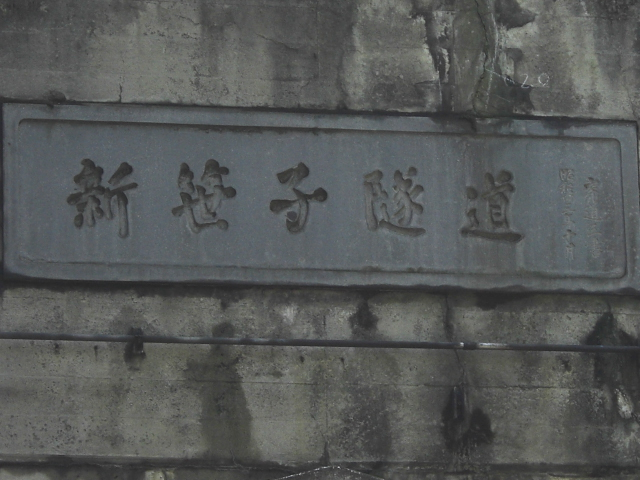
新笹子隧道の甲州市側坑口の扁額